# Februari 2023
Dit artikel geeft een chronologisch overzicht van de belangrijkste gebeurtenissen per dag in de maand februari van het jaar 2023.

## Gebeurtenissen

### 4 februari
- In de zuidelijke Indische Oceaan woedt cycloon Freddy (2023), de tot dan toe langstdurende en krachtigste tropische cycloon die ooit wereldwijd is geregistreerd.

### 6 februari
- In de nacht van 6 februari (04:17 uur plaatselijke tijd) vond er een zware aardbeving in Turkije en Syrië plaats. Het epicentrum lag in het district Şehitkamil en de beving had een kracht van 7,8-8,0 Mw, en een intensiteit van IX op de Schaal van Mercalli. Tegen de middag volgde er een nieuwe aardbeving. Deze had een kracht van 7,7 Mw. Ditmaal lag het epicentrum in het district Elbistan.[1] Het officiële dodental bedraagt 59.259.

### 17 februari
- Een protestdemonstratie in Paramaribo loopt uit op een bestorming van De Nationale Assemblée, grootschalige vernielingen, en plunderingen van tientallen winkels. Bij de rellen raakten meer dan twintig mensen gewond.[2][3]

## Overleden
<< · januari · februari · maart · april · mei · juni · juli · augustus · september · oktober · november · december · >>